# Rio Arapaoa
O rio Arapaoa é a parte nordeste do Porto de Kaipara em Northland, na Nova Zelândia. Oficialmente designado como rio, tem cerca de 17 quilómetros de comprimento e em média três quilómetros de largura.
36° 14′ S, 174° 18′ L